# Número de placa
El número de identificación personal, o más conocido como número de placa permite identificar a los agentes de policía. Este número puede ser usado para solicitar su ayuda como testigo, o para poder denunciar comportamientos ilegales del agente si los hubiera, en una manifestación o en cualquier intervención policial en la que se les solicite.

## Países de la Commonwealth
También se conoce como tarjeta de garantía o warrant card en el Reino Unido y en los países de la Commonwealth actuales y anteriores. 
Las warrant cards generalmente incluyen una fotografía del titular, así como el nombre del titular, rango, número de orden y un emblema holográfico para marcar autenticidad. El número de orden es equivalente a un número de placa en otros servicios de la policía, es un identificador único a diferencia de un número de collar (a veces aparece en el uniforme) que puede cambiar cuando se transfiere entre los departamentos o al cambiar de rango. Una tarjeta de garantía a veces se muestran junto a una placa que muestra el servicio al que pertenece el funcionario, pero es cada vez más común que aparezca en una tarjeta de identificación, con el escudo de la fuerza impresa en ella.
Los agentes de policía vestidos de paisano o civil están obligados a identificarse y mostrar su tarjeta de autorización cuando realizan el ejercicio de sus funciones de policía, siempre que sea posible hacerlo (es decir, no si la persona que está deteniendo es violenta). En general, los agentes de policía están obligados a presentar su tarjeta de garantía cuando así se solicite, incluso de uniforme, pero solo si es posible.

## España
En España, los miembros del Cuerpo Nacional de Policía (CNP) están obligados a llevar visible el número de identificación. El carné profesional y la placa-emblema (número de placa) son los distintivos de identificación del CNP.

### Cuerpo Nacional de Policía de España
Real Decreto 1484/1987, de 4 de diciembre, sobre normas generales relativas a escalas, categorías, personal facultativo y técnico, uniformes, distintivos y armamento del Cuerpo Nacional de Policía.
Artículo 18.
Todos los uniformes llevarán obligatoriamente la placa-emblema del Cuerpo, con indicación del número de identificación personal, en el pecho, por encima del bolsillo superior derecho de la prenda de uniformidad.

Orden de 8 de febrero de 1988 por la que se establecen distintivos, carnet profesional, placa-emblema y divisas del Cuerpo Nacional de Policía.
SECCIÓN IV. DISPOSICIONES GENERALES
Artículo 7.
Cuando hayan de relacionarse con las Autoridades o con los ciudadanos, en la realización de los servicios, siempre que las circunstancias lo permitan, los funcionarios deberán identificarse. Las Autoridades y los ciudadanos podrán requerirlos al efecto, en tales supuestos.
Artículo 8.
El personal que realiza servicio de uniforme acreditará su condición de Agente de la Autoridad con el mismo. No obstante, llevará obligatoriamente el carné profesional, que será exhibido cuando sean requeridos para identificarse por los ciudadanos, con motivo de sus actuaciones policiales.
Artículo 9.
1. El carné profesional y la placa-emblema serán utilizados por los funcionarios del Cuerpo Nacional de Policía que se encuentren en servicio. Fuera del mismo, solamente se podrán utilizar en defensa de la Ley o de la seguridad ciudadana.
2. El personal que use indebidamente los distintivos de identificación será sancionado, de conformidad con la normativa vigente.
3. Queda prohibido el uso en el uniforme del Cuerpo Nacional de Policía, de cualquier emblema o condecoración que no sean los expresamente autorizados por el Ministerio del Interior.
4. El uso de los distintivos regulados en la presente Orden o de otros que, a causa de su semejanza con ellos, puedan inducir a confusión o error, por personal no perteneciente al Cuerpo Nacional de Policía, será perseguido, a efectos de sanción, de conformidad con lo previsto en las normas penales vigentes.

Artículo 10.
1. La identificación del personal de las distintas escalas que se halle sin uniforme, se hará, necesariamente, mediante la exhibición de ambos distintivos, mostrando abierta la cartera que se cita en el artículo 6 de esta Orden, de forma que puedan ser apreciados perfectamente el anverso del carné profesional y la placa-emblema.
2. Cuando la naturaleza de la intervención lo requiera, podrá colocarse la cartera en algún lugar de la vestimenta, de forma que quede visible la placa-emblema o, en su caso, el carné profesional.

### Guardia Civil
Orden General número 5, dada en Madrid el día 12 de febrero de 2003 (BOC 6), DOSSIER Nº 3 : TARJETA DE IDENTIDAD Y PLACA INSIGNIA
De la Tarjeta de Identidad Profesional
Artículo 1 . 
La Tarjeta de Identidad Profesional (TIP), que se ajustará a las características y diseño que figuran en el anexo 1 de la Orden INT/197212002, de 18 de julio de 2002, contiene los datos del titular, los elementos técnicos imprescindibles que permiten su utilización como soporte de un sistema de certificación para firma electrónica, y su uso es personal e intransferible. Acredita la condición de Agente de la Autoridad como miembro de la Guardia Civil y deberá exhibirse el anverso cuando sea necesario acreditar su personalidad con ocasión del servicio.

### Mozos de Escuadra
DECRET 217/2008, de 4 de novembre, sobre la utilització del número d'identitat professional en determinades peces dels uniformes de la policia de la Generalitat-mossos d'esquadra
Artículo único
1. Las piezas visibles de los uniformes de la policía de la Generalitat-mossos d'esquadra, que lleven puestas en la parte superior del cuerpo los funcionarios y funcionarias, deberán llevar incorporada, en la parte delantera superior derecha, una veta adherente de color azul marino de 2 cm de anchura y 5 cm de largo, en la que ha de constar el número de identidad profesional.
2. Se exceptúa en la previsión formulada en el apartado anterior las piezas del uniforme de gala.

## Controversia
En España, todos los miembros de las brigadas de antidisturbios tiene que llevar el número de placa en el uniforme. Si bien, al colocarse artilugios de protección como chalecos, el número queda oculto.
Se han hecho públicos varios casos donde el policía antidisturbios, al no llevar visible el número de placa, no da el número al ser pedido por un ciudadano en una manifestación.
Tras la manifestación Rodea el Congreso, la Delegada del Gobierno en Madrid, Cristina Cifuentes, ha asegurado que «todos los policías llevan siempre la identificación correspondiente y que, de hecho, se identifican cuando se les pide, pero que en el caso de las Unidades de Intervención Policial la llevan debajo del chaleco protector y no es visible "porque alguna vez ha sido arrancada o fotografiada" y se ha hecho una "utilización indebida" de la misma.»
La asociación Jueces para la Democracia (JpD), tras los altercados que tuvieron lugar en la manifestación del 25S Rodea el Congreso, recordó a través de la red social Twitter a los responsables policiales que «la legislación vigente obliga a los agentes, incluidos los efectivos antidisturbios, a llevar placa identificativa con número sobre el bolsillo derecho del uniforme».